# Isola Adelaide
L'isola Adelaide o isla Adelaida o isla Belgrano è una grande isola ad ovest della penisola Antartica, nella parte nord della baia Margherita, al largo della costa occidentale della penisola antartica. Prevalentemente coperta di ghiaccio, è lunga 139 chilometri e larga 37 chilometri. Le Isole Ginger si trovano all'estremità meridionale. Il Monte Bodys è la montagna più orientale dell'isola di Adelaide, che supera i 1.220 m. L'isola si trova all'interno delle rivendicazioni antartiche argentine, britanniche e cilene.

## Storia
L'isola di Adelaide fu scoperta nel 1832 da una spedizione britannica guidata da John Biscoe. L'isola fu rilevata per la prima volta dalla spedizione antartica francese (1908-1910) guidata da Jean-Baptiste Charcot.
Secondo una fonte contemporanea, l'isola fu chiamata così dallo stesso Biscoe in onore della regina Adelaide del Regno Unito, che in precedenza aveva dato il nome alla città in Australia.
L'isola ha due basi. La vecchia base dell'isola di Adelaide (nota anche come Base T) è stata istituita dal Falkland Islands Dependencies Survey (FIDS), che in seguito è diventato il British Antarctic Survey. La base fu chiusa a causa di una pista ciclabile instabile e le operazioni furono spostate alla nuova stazione di ricerca di Rothera nel 1976-77. Questa base rimane aperta.
La vecchia base BAS è stata trasferita alle autorità cilene nel 1984, quando è stata rinominata Teniente Luis Carvajal Villaroel Antarctic Base. La stazione fu poi utilizzata solo in estate dai cileni. Tuttavia, la pista cilena e la "rampa" per la stazione dall'altopiano sono diventate così instabili che l'Aeronautica Cilena (FACh) ha smesso di operare lì. La Marina cilena ha visitato la stazione quasi ogni estate per assicurarsi che sia in buone condizioni. I dipendenti BAS visitano la stazione anche durante l'inverno, quando l'accesso dall'altopiano è più facile.
A causa del periodo di tempo in cui è stata abitata, l'isola è ben mappata per gli standard antartici.

## Geografia

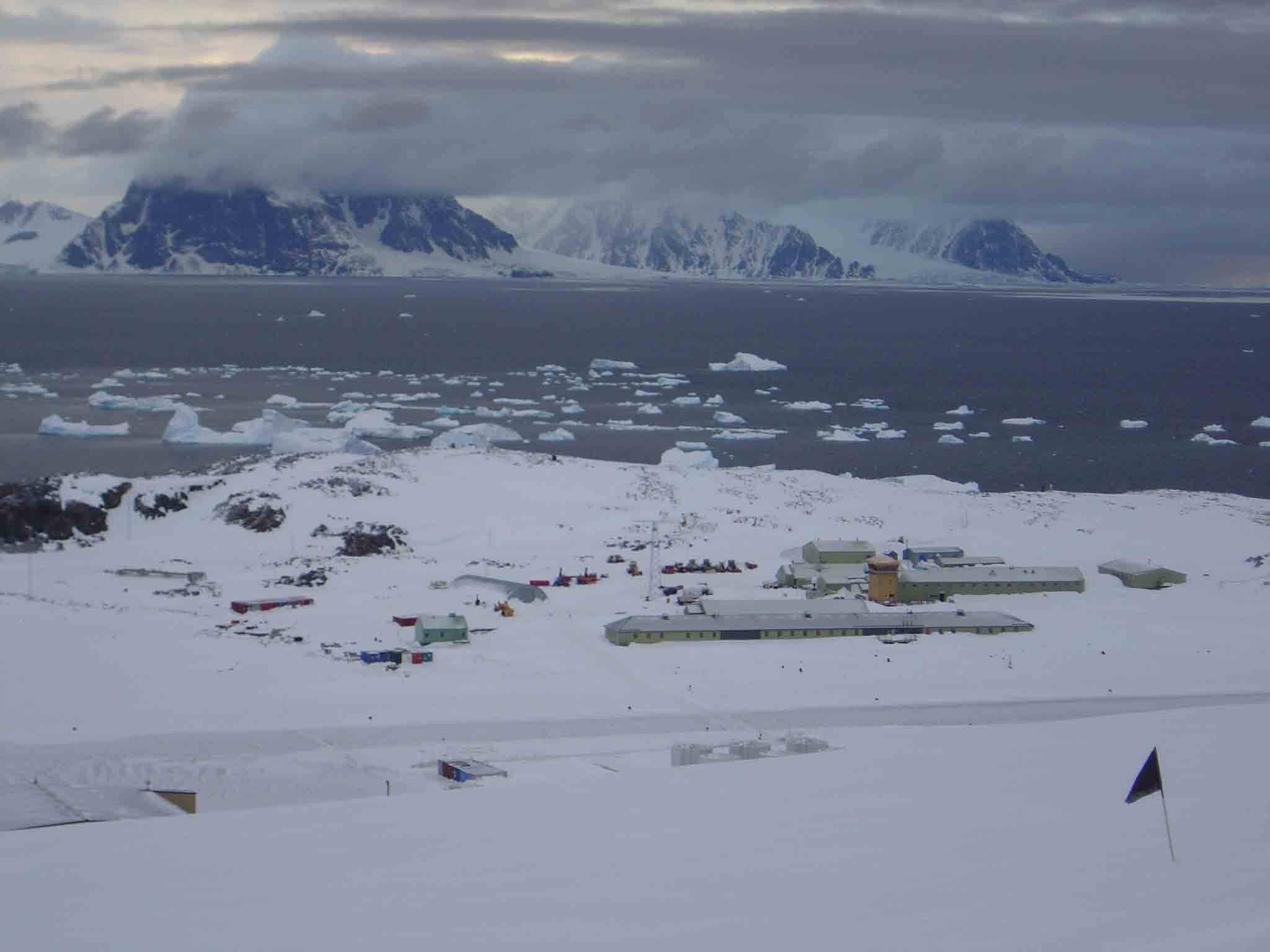
Rothera nel novembre 2003, guardando verso la Penisola Antartica

Si tratta di un'isola prevalentemente coperta di ghiaccio lunga circa 121 km e larga 32 per una superficie complessiva di 4.463 km². Questo la rende la 127ª isola al mondo in ordine di grandezza. La sovranità dell'isola è tuttora contesa tra Argentina, Regno Unito e Cile.
Nella parte sud-orientale dell'isola è presente il ghiacciaio Sloman, da lì fluisce verso sud-est fino a entrare nel passaggio di Elliott. Capo Mascart costituisce l'estremità settentrionale dell'isola, ed è considerato dall'IHO come il punto di confine più settentrionale e più orientale del Mare di Bellingshausen. Fu scoperto dalla spedizione di Charcot e da lui chiamato così in onore del fisico francese Éleuthère Mascart.
Sulla costa orientale dell'isola, Landauer Point segna il lato ovest dell'ingresso nord del Tickle Channel. È stato mappato dal FIDS da foto aeree scattate dalla Ronne Antarctic Research Expedition (RARE), 1947-48, e dalla Falkland Islands and Dependencies Aerial Survey Expedition (FIDASE), 1956-57. Il punto è stato nominato dal Comitato per i nomi dei luoghi antartici del Regno Unito (UK-APC) in onore di Joseph K. Landauer, un fisico americano.
A sud si trova Mothes Point, 13 km a sud-ovest di The Gullet. È stato mappato da FIDS da foto RARE e FIDASE nel 1956-57. È stato chiamato dall'UK-APC in onore del glaciologo tedesco Hans Mothes.

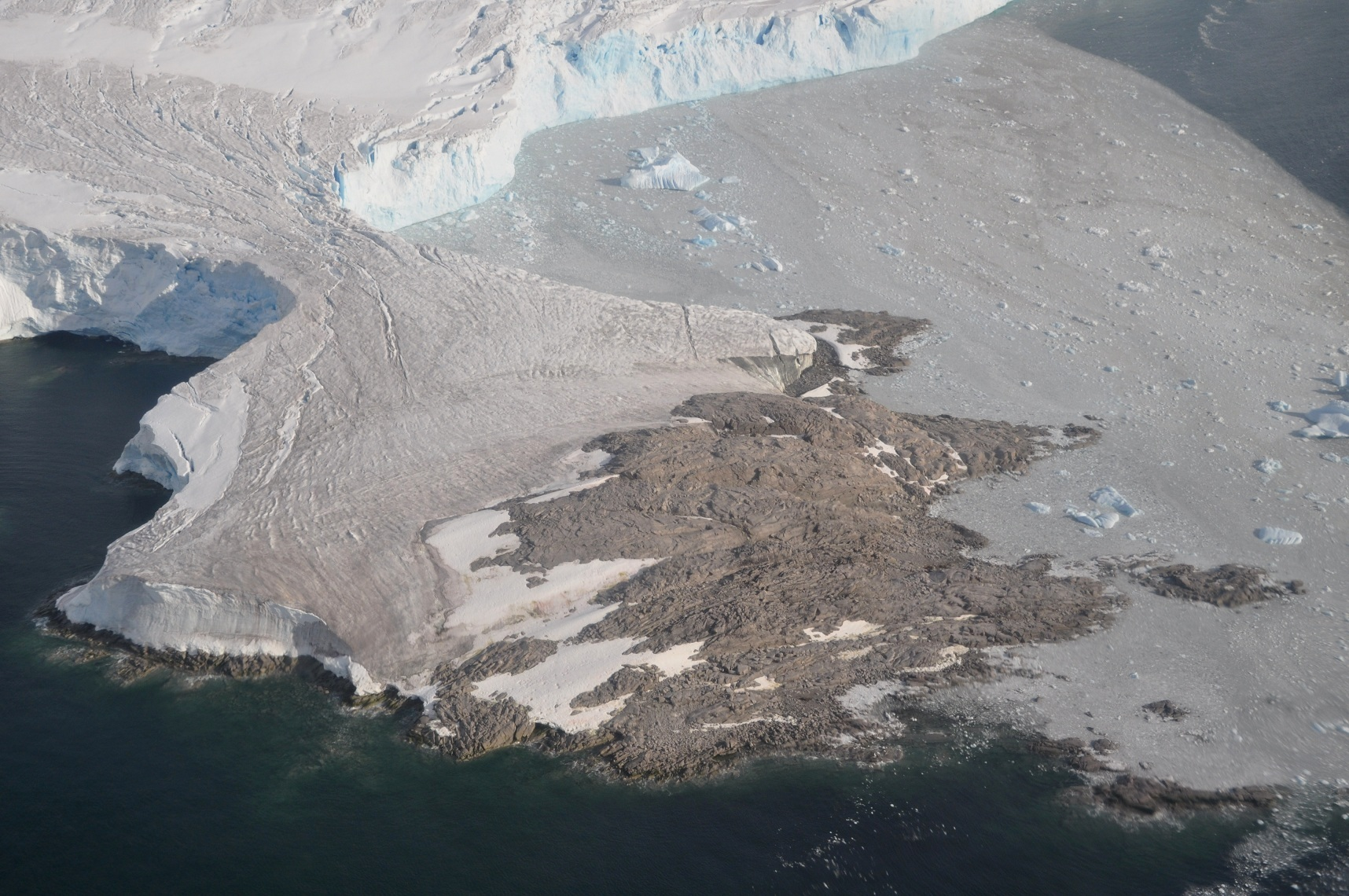
Mackay Point nel febbraio 2011.

Proseguendo verso sud, si trova Mackay Point a circa 4 km a nord-nordest di Rothera Point. È stato rilevato dal FIDS, 1961-62, e da una Royal Navy Hydrographic Survey Unit dalla HMS Endurance, 1976-77. Il punto è stato chiamato da UK-APC nel 1978 in onore del costruttore BAS Donald C. Mackay. Il Mackay Point è una minuscola penisola (450 m. nel suo punto più largo) che sporge nel fiordo di Laubeuf dal Wormald Ice Piedmont sul lato orientale dell'isola di Adelaide.
A circa 3,7 km a sud si trova Rothera Point, che segna il lato est della Ryder Bay. Rothera Point è stato chiamato dall'UK-APC in onore del geometra FIDS John M. Rothera.  Il punto è protetto come Antarctic Specially Protected Area (ASPA) No.129 in modo che serva come sito di ricerca biologica e area di controllo rispetto alla quale l'impatto ambientale dell'adiacente stazione di ricerca di Rothera potrebbe essere monitorato in un ecosistema antartico.
Sulla costa sud-orientale dell'isola, a 9,3 km a est del Monte Gaudry, la Ryder Bay, larga 11 km, fa rientrare la costa fino a una profondità di 7,4 km. Le Isole Leonie si trovano di fronte all'imboccatura di questa baia. La baia fu riesaminata nel 1936 dalla British Graham Land Expedition (BGLE) sotto Rymill, e nel 1948 dalla FIDS. La baia prende il nome da Lisle C.D. Ryder, secondo ufficiale sulla Penola durante il BGLE, 1934-37. Ives Bank è un banco sottomarino nel Mare di Bellingshausen, all'ingresso meridionale della Baia di Ryder.
L'estremità sud-est dell'isola è Capo Alessandra, chiamato da Charcot in onore di Alessandra di Danimarca, allora regina consorte d'Inghilterra.
L'estremità sud-occidentale dell'isola è Capo Adriasola, un caratteristico promontorio di ghiaccio e scogliera. Charcot lo chiamò così in onore di un conoscente di Punta Arenas. A 19 km a sud-ovest si trova l'isola di Avian. Al largo di Adriasola si trovano diverse rocce: 24 km a sud-ovest Cavalier Rock, chiamata così dal Regno Unito-APC in onore del pilota di elicotteri della Royal Navy Geoffrey A. Cavalier. La Sorpresa Rock si trova esposta a sud-ovest. Il suo nome appare su una carta del governo cileno del 1947, da "sorpresa", una parola spagnola che significa "sorpresa".

## Geologia
Durante il Mesozoico, la Penisola Antartica fu il sito di un arco vulcanico attivo, con la deposizione di una sequenza di bacino di avan-arco. Inclusa in questa sequenza c'è una successione di 2-3 km di arenarie grossolane torbiditiche e rocce vulcaniche, esposte nella parte orientale dell'isola di Adelaide, che si correlano con il gruppo di scogliere fossili del Giurassico superiore-Cretaceo inferiore sull'isola di Alexander. La parte occidentale dell'isola di Adelaide è coperta dal Fuchs Ice Piedmont. La formazione più antica dell'isola di Adelaide è la Formazione Buchia Buttress del Giurassico superiore (149,5 Ma) di brecce vulcaniche, tufi e rocce vulcaniche intercalate con arenarie a grana grossa e conglomerati di ciottoli. La Formazione Bluff del Cretaceo inferiore (113,9 Ma) è un conglomerato di arenaria che indica un andamento poco profondo. Le formazioni vulcaniche sull'isola di Adelaide includono la Formazione Bond Nunatak (75 Ma), che consiste di lave basaltiche di andesite intercalate con vulcani a grana grossa, e si sovrappone alla Formazione Buchia Buttress. La Formazione del Monte Leotard (75-65 Ma), presenta fino a 1800 m di lave andesite basaltiche, ialoclastiti e brecce. La Reptile Ridge Formation (67,6 Ma) è un'ignimbrite riolitica spessa fino a 400 m. Infine, la suite intrusiva dell'isola di Adelaide (45-52 Ma) è costituita da plutoni ibridi granodiorite-gabbro con dicchi di dolerite minori.

## Conservazione
L'area sud-orientale dell'isola, assieme alle isole Léonie, è stata designata come Area Specialmente Protetta dell'Antartide (codice ASPA 177).